# Аварийный выключатель
Аварийный выключатель (также устройство аварийной остановки, аварийный стоп, большая красная кнопка) — управляемое вручную устройство для остановки машины в ситуации, когда продолжение её работы является опасным.

## Конструкция
ГОСТ Р МЭК 60204.1-99 допускает исполнение устройств аварийной остановки в виде: 
- кнопок;
- выключателей, приводимых в действие натяжением троса. Этот тип выключателя используется, например, на моторных лодках с 1970-х годов, чтобы остановить мотор в случае падения пилота за борт (один конец тросика закрепляется на теле пилота, на другом закреплён пружинный контакт, выдёргивание которого разрывает цепь зажигания)[2];
- педалей.

Поскольку аварийные выключатели иногда приводится в действие не оператором машины, а спасателями или посторонними людьми, их внешнее оформление зачастую стандартизовано. Например, стандарт EN ISO 13850:2006 требует, чтобы аварийный выключатель-кнопка был окрашен в красный цвет на жёлтом фоне. Цветовые и световые сигналы также регламентированы IEC 60073:2002.
Иногда (обычно в самоходных машинах или строительном оборудовании) аварийный выключатель требуется предохранить от случайного нажатия, поломки или загрязнения. В этих случаях выключатель окружается защитным барьером (англ. mollyguard) в виде бортика, крышки или разрушаемой стеклянной преграды.

## В электронике
С распространением ЭВМ термин естественным образом распространился на программно-аппаратные устройства для выключения компьютеров. Мобильные устройства часто снабжаются «удалённым выключателем», который позволяет отключить устройство в аварийной ситуации (например, стереть данные и отключить мобильный телефон от сети после кражи). 

## Законодательство
Во многих странах использование аварийных выключателей регулируется в законодательном порядке. Так, в Евросоюзе директива 2006/42/EC требует наличия аварийного выключателя на большинстве машин.
Калифорнийский закон от 2014 года сделал обязательным наличие удалённого выключателя на всех умных телефонах, предназначенных для продажи в Калифорнии с июля 2015 года
.